# Dicerca lugubris
Dicerca lugubris – gatunek chrząszcza z rodziny bogatkowatych i podrodziny Chrysochroinae.
Gatunek ten został opisany w 1857 roku przez Johna Lawrence'a LeConte. Miejscem typowym jest Marquette nad Jeziorem Górnym.
Chrząszcz o umiarkowanie wypukłym ciele długości od 11,1 do 16,5 mm u samców i od 11,1 do 18 mm u samic. Ubarwienie ciała może być od mosiężonomiedzianego po czarne. Czułki ma o drugim członie znacznie krótszym od trzeciego. Głowę ma spłaszczoną, grubo punktowaną, z jedną wyniosłością poprzeczną na czole i dwoma podłużnymi na ciemieniu. Przedplecze ma rozszerzone krawędzie boczne. Pokrywy są krótko owłosione z nagimi, o wierzchołkach całobrzegich i wyraźnie wystających. Samce bez zęba na goleniach odnóży środkowej pary. Samice charakteryzuje trójzębność ostatniego z widocznych sternitów odwłoka.
Owad podawany z Manitoby, Terytoriów Północno-Zachodnich, Ontario, Quebecu i Saskatchewan w Kanadzie oraz Iowy, Michigan, Minnesoty i Wisconsin w Stanach Zjednoczonych. Roślina żywicielska larw pozostaje nieznana, jednak imago poławiano na sośnie Banksa.